# Snooker Shoot Out
El Snooker Shoot Out es un torneo profesional de snooker que se juega con unas reglas adaptadas. Cada partido consiste de una sola mesa, que se juega durante un máximo de diez minutos y con un cronómetro que limita el tiempo que el jugador puede dedicar a cada tiro. Celebrado por primera vez en 1990 bajo el nombre de Shoot-Out, se recuperó en 2011 ya con el nombre actual. Entre 2011 y 2016 no fue de ranking y contaba con sesenta y cuatro jugadores, pero desde la edición de 2017 sí lo es y acceden los ciento veintiocho jugadores que integran el circuito profesional.
El torneo destaca por permitir la participación de jóvenes talentos; así, Liam Davies debutó en 2019 cuando apenas tenía 12 años, lo que lo convirtió en el jugador más joven en competir en un torneo profesional de ranking; en la edición de 2023, Vladislav Gradinari, de 14 años, fue el jugador más joven de la historia en ganar un partido de ranking retransmitido por televisión, mientras que Reanne Evans fue la primera mujer en lograrlo. Hasta la fecha, ningún jugador situado en las dieciséis mejores posiciones del ranking mundial lo ha ganado, si bien Stuart Bingham, Mark Selby y Mark Williams han llegado a la final. El actual campeón es Chris Wakelin, que defenderá el título en 2024.
A diferencia de la mayoría de torneos, no se le exige al público que guarde silencio durante los partidos, y la cita se destaca por el bullicio que la rodea.

## Reglas
El torneo se rige por unas normas elaboradas por la World Professional Billiards and Snooker Association, algo diferentes a las habituales; estas son las que cambian:
- cada mesa dura un máximo de diez minutos;[9]
- hay cronómetro. En los cinco primeros minutos de partido, los jugadores disponen de quince segundos por tiro, pero en los últimos cinco se reduce a diez segundos.[11] Hasta 2013, eran veinte y quince segundos, respectivamente.[9] Si el jugador no golpea la blanca en el tiempo que le corresponde, se le adjudican cinco puntos al contrario o el valor de la bola objetivo, sea cual sea el mayor. Antes de 2018, siempre eran cinco puntos por falta;[12]
- en cada tiro, los jugadores han de hacer que cualquier bola contacte con una banda o entronerar una bola objetivo.[9] Antes de 2013, o la blanca o la bola objetivo habían de tocar una banda.[9] Si el jugador no lo hace, se le conceden cinco puntos al contrario o el valor de la bola objetivo, sea cual sea el mayor. Hasta 2018, siempre eran cinco puntos por falta;[12]
- tras cualquier falta, el contrario siempre tendrá bola en mano, de modo que puede colocarla sobre cualquier lugar de la mesa y jugar el siguiente tiro desde ahí;[9]
- los jugadores se juegan el saque con un lag;[12]
- en caso de que la mesa termine igualada, se desempata con la bola azul; se coloca en su punto y los jugadores van alternando tiros desde la D hasta que uno consiga anotarla.[9] El ganador del lag tiene el primer tiro.[9] Para llevarse el desempate, hay que anotar en una ronda en la que el rival falle. Además, la bola azul no puede tocar otra banda antes, sino que ha de entrar directamente en la tronera y tan solo puede tocar los extremos de esta;[12] se evita así que un jugador gane con un fluke.

## Historia

### Ganadores
| Año                               | Ganador            | Resultado   | Subcampeón      | Sede           | Referencias  |
| --------------------------------- | ------------------ | ----------- | --------------- | -------------- | ------------ |
| Shoot-Out (de invitación)         |                    |             |                 |                |              |
| 1990                              | Darren Morgan      | 2-1         | Mike Hallett    | Stoke-on-Trent | [ 2 ]        |
| Snooker Shoot-Out (de invitación) |                    |             |                 |                |              |
| 2011                              | Nigel Bond         | 1-0 (62-23) | Robert Milkins  | Blackpool      | [ 13 ] [ 2 ] |
| 2012                              | Barry Hawkins      | 1-0 (61-23) | Graeme Dott     | Blackpool      | [ 14 ]       |
| 2013                              | Martin Gould       | 1-0 (104-0) | Mark Allen      | Blackpool      | [ 15 ]       |
| 2014                              | Dominic Dale       | 1-0 (77-19) | Stuart Bingham  | Blackpool      | [ 16 ]       |
| 2015                              | Michael White      | 1-0 (54-48) | Xiao Guodong    | Blackpool      | [ 17 ]       |
| 2016                              | Robin Hull         | 1-0 (50-36) | Luca Brecel     | Reading        | [ 18 ]       |
| Snooker Shoot Out (de ranking)    |                    |             |                 |                |              |
| 2017                              | Anthony McGill     | 1-0 (67-19) | Xiao Guodong    | Watford        | [ 19 ]       |
| 2018                              | Michael Georgiou   | 1-0 (67-56) | Graeme Dott     | Watford        | [ 20 ]       |
| 2019                              | Thepchaiya Un-Nooh | 1-0 (74-0)  | Michael Holt    | Watford        | [ 21 ]       |
| 2020                              | Michael Holt       | 1-0 (64-1)  | Zhou Yuelong    | Watford        | [ 22 ]       |
| 2021                              | Ryan Day           | 1-0 (67-24) | Mark Selby      | Milton Keynes  | [ 23 ]       |
| 2022                              | Hossein Vafaei     | 1-0 (71-0)  | Mark Williams   | Leicester      | [ 24 ]       |
| 2023                              | Chris Wakelin      | 1-0 (119-0) | Julien Leclercq | Leicester      | [ 6 ] [ 8 ]  |